# Apport (Okkultismus)
Unter einem Apport verstehen Anhänger des Okkulten das Erscheinen von Gegenständen aus dem Nichts oder von einem anderen Ort, meist während einer Séance oder bei Spukerscheinungen.
Der Gegenbegriff zu einem Apport ist der Asport, bei dem ein Gegenstand plötzlich verschwinden soll. Apport und Asport werden von Anhängern der Existenz dieser Phänomene als die beiden Gegenstücke einer Teleportation angesehen; es gilt jedoch als gesicherte Erkenntnis, dass Teleportation oberhalb der Teilchenebene faktisch ausgeschlossen werden kann. 
Im Gegensatz dazu gehört das Erscheinen- und Verschwindenlassen von Gegenständen seit Jahrhunderten zum Standardrepertoire der Zauberkunst.